# NGC 4697
NGC 4697，也稱為科德韋爾52，是位於室女座，距離在4,000萬至5,000萬光年的一個橢圓星系。它與NGC 4731和其他幾個小得多的星系都是NGC 4687群的成員。這個群的距離大約是5,500萬光年；它也是形成室女座超星系團南方延伸體，室女座II群的一員。
NGC 4697的距離並沒有很高的精確度：測量的值從2,800萬至7,600萬光年。依據NASA超星系資料庫的距離是3,800萬光年；依據SIMBAD是5,000萬光年。

## 外部連結
- WikiSky上关于NGC 4697的内容：DSS2, SDSS, GALEX, IRAS, 氢α, X射线, 天文照片, 天图, 文章和图片